# Спектар зрачења
Спектар је слика апсорбованог, емитованог или рефлектованог зрачења уређеног по енергијама, таласним дужинама или фреквенцијама. Подразумева се да је у питању електромагнетно зрачење, мада има изутетака, као на пример код масене спектрометрије где је слика уређена по масама и у питању су јони а не зрачење.

## Увод
Реч спектар уведена је у 17. веку у оптику да означи опсег боја које се добијају пропуштањем беле сунчеве светлости кроз оптичку призму. Убрзо је израз прецизиран на слику интензитета светлости у функцији фреквенције или таласне дужине. 
Убрзо је значење израза спектар проширено на остале таласе, рецимо звучне, и данас се користи да опише зависност било којег сигнала који може бити раставњен на сопствене фреквентне компоненте. Спектар је обично дводимензионални цртеж где је независно променљива (хоризонтална оса) фреквенција, таланса дужина или из њих изведена величина (енергија, таласни број, период...). Међутим, последњих двадесетак година развијене су методе вишедимензионалне спектроскопије, нарочито у нуклеарно-магнетно-резонантној спектроскопији где има више независно променљивих фереквенција па спектри могу имати димензију 2, 3, 4, 5, 6. (Мада нема принципијелног ограничења, на 6 се стало из практичних разлога.)

## Подела
Због разноврсности спектара не постоји јединствени начин за њихову класификацију него се групишу према погодности. Рецимо спектар може бити
према поpеклу
- нуклеарни, атомски, молекулски, агрегациони

према настанку
- апсорпциони, емисиони

према изгледу
- непрекидни (континуални), дискретни (линијски, тракасти)

према опсегу таласних дужина
- радио-таласни, микроталасни, терахерцни, инфрацрвени, видљиви, ултраљубичасти, X, гама

према облику кретања из којег настаје
- ротациони, вибрациони, ротационо-вибрациони, електронски

према проналазачу
- Раманов, Месбауеров, Комптонов, Ожеов, Рендгенски

према ефекту
- Фото-акустични, фото-електронски, луминисцентни, термо-луминисцентни, флуоросцентни, ...

према методи мерења
- НМР (нуклеарна магнетна резонанција), ЕПР (електронска парамагнетна резонанција), НКР (нуклеарна квадруполна резонанција)

према техници мерења
- конвенционални, Фуријеов, Хадамардов

према димензионалности
- 1D (једнодимензионални), 2D (дводимензионални), 3D, ....